# Distretto di Yosuf Khel
Il distretto di Yosuf Khel è un distretto dell'Afghanistan appartenente alla provincia della Paktika.